# Servigny
Servigny é uma comuna francesa na região administrativa da Normandia, no departamento Mancha. Estende-se por uma área de 3,97 km². Em 2010 a comuna tinha 211 habitantes (densidade: 53,1 hab./km²).